# 金玉満堂/決戦!炎の料理人
『金玉満堂/決戦!炎の料理人』（金玉満堂、英題: The Chinese Feast）は、1995年の香港映画。レスリー・チャン主演の料理コメディである。

## キャスト
※括弧内は日本語吹替
- サン - レスリー・チャン（関俊彦）
- オウ・ガーウェイ - アニタ・ユン（松本梨香）
- リウ・キット - ケニー・ビー（田中正彦）
- オウ - ロー・カーイン（西川幾雄）
- ビン - ニー・シューチュン（種田文子）
- ウォン・イン - ホン・ヤンヤン（島田敏）
- ルン・クワンボウ - チウ・マンチェク（小杉十郎太）

## スタッフ
- 製作・監督・脚本 - ツイ・ハーク
- 製作 - レイモンド・ウォン
- 脚本 - チェン・チュンタイ、ン・マーファイ
- 撮影 - ピーター・パウ
- 動作設計 - ユン・ブン
- 音楽 - ローウェル・ロー